# Naoya Kikuchi
Naoya Kikuchi (Shimizu-ku, Shizuoka, 24. studenog 1984.) bivši je japanski nogometaš.

## Reprezentativna karijera
Za japansku reprezentaciju igrao je 2010. godine. Odigrao je 1 utakmicu.
S U-23 japanskom reprezentacijom Naoya Kikuchi je igrao na Olimpijskim igrama 2004.

## Statistika
| Japan  | Japan | Japan |
| Godina | Nast. | Gol.  |
| ------ | ----- | ----- |
| 2010.  | 1     | 0     |
| Ukupno | 1     | 0     |

## Vanjske poveznice
- National Football Teams
- Japan National Football Team Database